# Parque nacional de Kishtwar
El parque nacional de Kishtwar es un parque nacional de la India, en la región de Jammu, dentro del estado de Jammu y Cachemira. Destaca por ser un hábitat del oso pardo. Se encuentra dentro del distrito de Kishtwar. Limita al norte con el río Rinnay, al sur con la cuenca de Kibar Nala, al este por la principal división del Gran Himalaya y al oeste con el río Marwa.

## Flora y fauna
Basándose en la clasificación revisada de Champion y Seth (1968), están representadas alrededor de 13 tipos de vegetación (Bacha, 1986). En general, el abeto blanco 'Abies pindrow' y la pícea 'Picea wallichian', mezclada con cedro Cedrus deodar y pino azul Pinus griffithii predominan entre los 2.400 y los 3.000 m s. n. m. Notables son la pequeña extensión del pino chilgoza Pinus geradiana en la cordillera Dachan. En altitudes inferiores (1.700-2.400 m) hay bosques prácticamente puros de cedro y pino azul, y bosques caducifolios templados húmedos, representados por castaños de Indias, Aesculus indica, castaño Juglans regia, arce, Acer spp. álamo, Populus ciliata, avellano Corylus cornutam, fresno Fraxinus cornuta y tejo Taxus wallichiana. La zona subalpina, de 3.000 m hasta la línea de árboles a 3.700 m, está formada sobre todo por bosques de abeto blanco y abedul Betula utilis y esto se fusiona con abedul -rododentro Rhododendron campanulatum, por encima de lo cual hay pradera alpina. 
Entre los animales que viven aquí están el perdigallo himalayo y el oso pardo.